# Levantamiento de Monte Caseros de 1988
El levantamiento de Monte Caseros de 1988, llamada Operación Dignidad, fue una sublevación militar sucedida en Monte Caseros entre el 16 y 18 de enero de 1988, durante el gobierno constitucional presidido por Raúl Alfonsín. Fue el segundo de los cuatro levantamientos «carapintadas» ocurridos entre 1987 y 1990. Al igual que en el primer levantamiento, el líder de los militares rebeldes fue el teniente coronel Aldo Rico.

## Antecedentes
En 1912 fue sancionada la ley de sufragio secreto y obligatorio para varones que permitió que en 1916 llegara al poder el primer gobierno democrático de la historia argentina, con la elección de Hipólito Yrigoyen, que inició el período conocido como «primeras presidencias radicales». El período fue interrumpido por el golpe de Estado cívico-militar de 1930 que derrocó a Yrigoyen y estableció en el poder a una dictadura. Fue el primero de una serie de golpes de Estado, e intentos de golpes de Estado, que se extendieron durante casi todo el siglo XX, interrumpiendo todas las experiencias democráticas encabezadas por radicales (1930, 1962 y 1966) y peronistas (1955 y 1976). Los golpes de Estado fueron apoyados e incluso organizados y financiados por gobiernos extranjeros, principalmente Estados Unidos, en aplicación de la Doctrina de la Seguridad Nacional durante la Guerra Fría.
La última dictadura tomó el poder mediante el golpe de Estado del 24 de marzo de 1976, autodenominándose «Proceso de Reorganización Nacional». Ejecutó un plan sistemático de terrorismo de Estado, a partir de una red de grupos de tareas y centros clandestinos de tortura y exterminio que tuvo como resultado miles de personas desaparecidas, asesinadas, violadas, torturadas, secuestradas y exiliadas, así como cientos de bebés sustraídos y privados de su identidad. En 1982 «el Proceso» colapsó como consecuencia de la derrota argentina en la Guerra de Malvinas y no pudo evitar convocar a elecciones libres en 1983. Pese a ello, el poder militar y sus apoyos civiles nacionales e internacionales continuaban intactos, al igual que el Plan Cóndor que coordinaba internacionalmente la represión ilegal, la Guerra Fría y la Doctrina de la Seguridad Nacional de Estados Unidos. Hasta 1985 todos los países fronterizos con Argentina estuvieron gobernados por dictaduras cívico-militares (Bolivia, Brasil, Chile, Paraguay y Uruguay).
En esas condiciones, Raúl Alfonsín de la Unión Cívica Radical ganó las elecciones de 1983 y puso de inmediato en marcha una política de derechos humanos inédita internacionalmente, que anuló la ley de autoamnistía sancionada por la dictadura antes de irse, investigó detalladamente los crímenes de lesa humanidad cometidos y ordenó promover el juicio a los máximos jerarcas de la dictadura, en lo que se ha conocido como Juicio a las Juntas. A los fines de la investigación, Alfonsín creó la Conadep que recopiló miles de testimonios directos de crímenes de lesa humanidad y los publicó en un informe que lleva el título de Nunca más, que impacto fuertemente en la sensibilidad pública. 
En 1985 se realizó el Juicio a las Juntas, que concluyó con la condena de cinco de los nueve dictadores acusados; dos de ellos a cadena perpetua. La sentencia adoptó la doctrina jurídica penal que equipara la autoría mediata a la inmediata, ordenando enjuiciar a todos los autores mediatos e inmediatos de los delitos probados en juicio (punto 30 del fallo).
Factores de poder militar y civil, nacionales e internacionales, comenzaron a presionar de manera creciente a las autoridades democráticas para evitar los juicios, obtener la impunidad y neutralizar la adhesión de la opinión pública a la causa de los derechos humanos. El plan inicial de Alfonsín era abrir la instancia judicial solo para enjuiciar a las tres primeras juntas militares, sosteniendo una «teoría de los tres niveles de responsabilidad»: «los que habían dado las órdenes, los que la habían cumplido en un clima de horror y coerción, los que se habían excedido en el cumplimiento».. Pero la sentencia en el Juicio a las Juntas dio por tierra con ese plan y consagró el principio de que eran igualmente responsables los autores mediatos e inmediatos. Cientos de militares, policías y otras personas que cometieron crímenes de lesa humanidad fueron enjuiciados en 1985 y 1986.
Alfonsín entonces elaboró a fines de 1986 un proyecto de Ley de Punto Final que impuso un brevísimo plazo de sesenta días de caducidad de las acciones penales. La ley de Punto Final generó una fuerte oposición popular, liderada por las Madres de Plaza de Mayo y las Abuelas de Plaza de Mayo, con manifestaciones callejeras de decenas de miles de personas. Por otra parte el efecto de la ley fue el opuesto al esperado, debido a que se presentaron cientos de denuncias, obligando a los jueces y fiscales a realizar las citaciones y acusaciones en el brevísimo plazo establecido. Más de 3600 personas, mayoritariamente militares, estaban involucrados en causas por crímenes de lesa humanidad.
Así se llegó a 1987. En los primeros meses se produjeron varios hechos que mostraban un nerviosismo creciente en las Fuerzas Armadas. En febrero, el procesamiento del capitán Enrique Pedro Mones Ruiz generó un manifiesto público firmado por oficiales intermedios cuestionando los juicios por crímenes de lesa humanidad porque afectar el honor y la dignidad de las Fuerzas Armadas. También en febrero de 1987 varios marinos procesados fueron recibidos como héroes en la poderosa base de la Marina en Puerto Belgrano, por la tropa y las máximas autoridades.
En este contexto, el teniente coronel del Ejército Aldo Rico había realizado un primer levantamiento en abril de 1987 (conocido como el «levantamiento de Semana Santa»). Dos semanas después el presidente Alfonsín presentó al Congreso un proyecto de Ley de Obediencia Debida, que fue rápidamente sancionada y estableció la impunidad para miles de autores de delitos de lesa humanidad.

## El levantamiento
El 16 de enero de 1988 el teniente coronel Rico sublevó al Regimiento de Infantería 4 con asiento en Monte Caseros (provincia de Corrientes). El jefe militar anunció la movida como una continuación de lo que fue la Semana Santa de 1987. Al levantamiento se sumaron apenas tres unidades del Ejército y un oficial de la Fuerza Aérea que tomó el Aeroparque Metropolitano de Palermo, Buenos Aires y finalmente el 18 de enero Rico se rindió ante las fuerzas leales (sin ofrecer combate) y fue encarcelado.

## Posterioridad
El 1 de diciembre de 1988 el coronel Mohamed Alí Seineldín organizó un tercer levantamiento en Villa Martelli (provincia de Buenos Aires) y el 3 de diciembre de 1990 realizó el último en la ciudad de Buenos Aires.